# Smuklica mchowa
Smuklica mchowa, wysmuklica mchowa (Leptothorax muscorum) – gatunek mrówki z podrodziny Myrmicinae.

## Rozmieszczenie i środowisko
Gatunek borealno-górski, zamieszkuje głównie jasne lasy, wybierając miejsca suche i ciepłe (nie występuje na torfowiskach). Spotykany też na terenach otwartych, np. na górskich łąkach. W Polsce szeroko rozprzestrzeniony, ale nie występuje pospolicie.

## Charakterystyka
Długość ciała robotnic 2,5–3,2 mm; ciało jasnobrązowe lub brązowe, często z przyciemnioną głową. Lot godowy od lipca do września.

## Gniazda
Gniazda buduje w próchniejących pniakach, w spękaniach kory, pod kamieniami, czasem też w ściółce i pod małymi kamieniami. Kolonie mają jedną lub dwie królowe i kilkadziesiąt robotnic, przy czym są mniej liczne, niż u smuklicy zwyczajnej. 

## Podgatunki
U smuklicy mchowej wyodrębniono 5 podgatunków:	 
- Leptothorax muscorum betulae Ruzsky, 1916
- Leptothorax muscorum fagi Ruzsky, 1905
- Leptothorax muscorum flavescens Ruzsky, 1896
- Leptothorax muscorum muscorum Nylander, 1846
- Leptothorax muscorum uvicensis Blacker, 1992